# Островок (Орловская область)
Острово́к — деревня в Ливенском районе Орловской области России. Входит в состав Здоровецкого сельского поселения.

## География
Деревня находится на расстоянии 11 км (по прямой) к северо-западу от города Ливны, административного центра района.

### Часовой пояс
Деревня Островок, как и вся Орловская область, находится в часовой зоне МСК (московское время). Смещение применяемого времени относительно UTC составляет +3:00.

## Население
| 2010 |
| ---- |
| 54   |

## Улицы
- пер. Садовый,
- ул. Солнечная.

## Транспорт
Западнее деревни проходит железнодорожная линия с остановочной платформой 49 км Московской железной дороги и автомобильная дорога 54К-5.